# Lower Traffic Area
Pour les articles homonymes, voir LTA.
 (septembre 2023).
Si vous disposez d'ouvrages ou d'articles de référence ou si vous connaissez des sites web de qualité traitant du thème abordé ici, merci de compléter l'article en donnant les références utiles à sa vérifiabilité et en les liant à la section « Notes et références ».
Lower Traffic Area ou LTA (région inférieure de contrôle) est un espace aérien où le vol est réglementé, entre les niveaux de vol 115 et 195. 
En France, c'est un espace de vol contrôlé de classe D sauf au-dessus des Alpes et des Pyrénées, où ils sont de classe E (voir les cartes aéronautiques). Au-dessus des Alpes et des Pyrénées, la limite inférieure de la LTA est le plus haut niveau entre 3000 ft ASFC (Above Surface - "au-dessus de la surface") et le FL115[Quoi ?].
Au-dessus, entre les niveaux de vol 195 et 660, il s'agit de l’Upper Traffic Area (UTA), de classe C.